# Felicity
 (juin 2020).
Felicity est une série télévisée américaine en 84 épisodes de 42 minutes, créée par J. J. Abrams et Matt Reeves et diffusée entre le 29 septembre 1998 et le 22 mai 2002 sur le réseau The WB.
En France, la série a été diffusée entre le 26 septembre 1999  sur TF1 pour la première saison mais c'est TF6 qui diffusera le reste de la série,  à partir du 25 mai 2001 qui se terminera le 26 février 2003  et rediffusée partir du 20 mars 2006  jusqu'en 2011 sur Fun TV,,. En Belgique et au Luxembourg elle a été diffusée sur RTL Club et RTL Plug.

## Synopsis
Felicity Porter abandonne tout pour rejoindre l'université de New York où Ben Covington, dont elle est amoureuse depuis le début du lycée, va poursuivre ses études. Felicity et ses nouveaux amis auront à mener leur vie dans le monde des adultes.

## Distribution

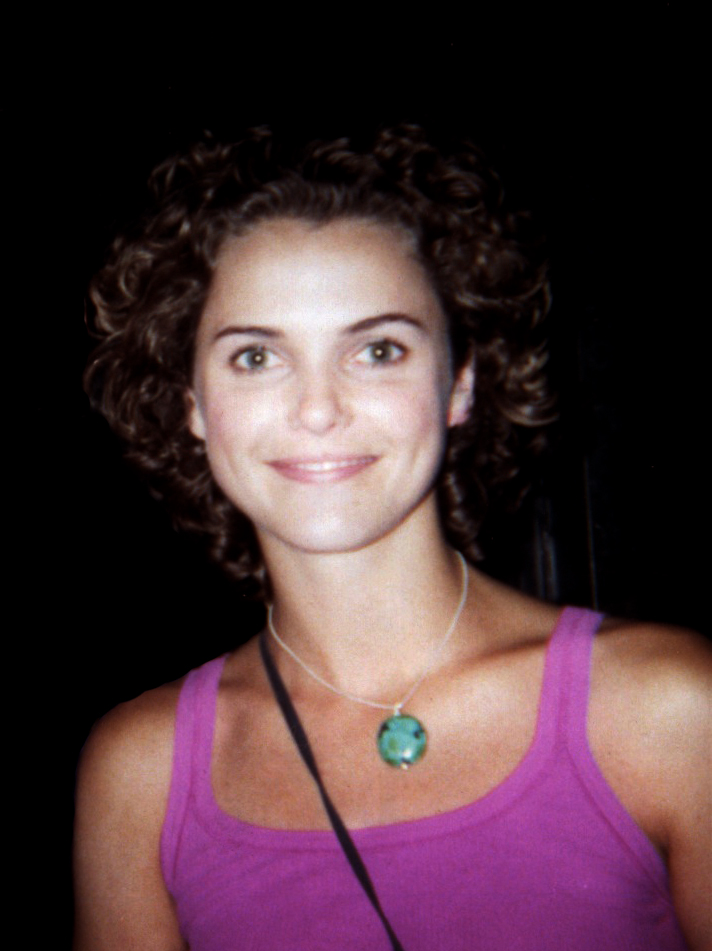
L'actrice Keri Russell, avec sa coupe de cheveux de la seconde saison.

### Acteurs principaux
- Keri Russell (VF : Barbara Delsol) : Felicity Porter
- Scott Speedman (VF : Jean-Pierre Michaël) : Ben Covington
- Scott Foley (VF : Mathias Kozlowski) : Noel Crane
- Tangi Miller (VF : Marjorie Frantz et Ninou Fratellini) : Elena Tyler
- Amy Jo Johnson (VF : Annabelle Roux) : Julie Emrick (saisons 1 à 3, puis invitée)
- Amanda Foreman (VF : Natacha Muller) : Meghan Rotundi-Blumberg (récurrente saison 1, puis principale)
- Greg Grunberg (VF : Pierre Tessier) : John Blumberg (récurrent saison 1, puis principal)
- Ian Gomez (VF : Denis Boileau) : Javier Quintata (récurrent saisons 1 à 3, puis principal)

### Acteurs secondaires
introduits lors de la première saison
- Robert Patrick Benedict (VF : Damien Boisseau) : Richard Coad
- Erich Anderson (en) (VF : Bernard Bollet) : Edward Porter, père de Felicity
- Eve Gordon (VF : Isabelle Ganz) : Barbara Porter, mère de Felicity
- Jane Kaczmarek : Carol Anderson
- Devon Gummersall (VF : Laurent Morteau) : Zach
- Jennifer Garner (VF : Nathalie Spitzer) : Hannah Bibb

introduits lors de la deuxième saison
- Amy Smart (VF : Laura Blanc) : Ruby
- Michael Peña : Brian Burke
- Teri Polo : Maggie Sherwood
- Henri Lubatti (VF : Mark Lesser) : David Sherman
- Donald Faison (VF : Lucien Jean-Baptiste) : Tracy

introduits lors de la troisième saison
- Sarah-Jane Potts (VF : Véronique Desmadryl) : Molly
- Eddie Cahill : James

introduits lors de la quatrième saison
- Christopher Gorham (VF : Maël Davan-Soulas) : Trevor O'Donnell
- Lisa Edelstein (VF : Laurence Crouzet) : Lauren

### Invités
- John Cho : Larry (Saison 1 : Épisode 2)
- Donal Logue : Eddie (Saison 1 : Épisode 12)
- Kevin Weisman : Earl (Saison 2 : Épisode 21 / Saison 3 : Épisode 9)
- Erick Avari : Dr. Ansari (Saison 4 : Épisodes 6 et 11)
- Jane Lynch : Professeur Carnes (Saison 4 : Épisodes 15 et 16)
- Kurt Fuller : Paul Korsikoff (Saison 4 : Épisode 22)

Version française
- Société de doublage : Audiophase[10]
- Direction artistique : Barbara Tissier et Annabelle Roux
- Adaptation des dialogues : Philippe Lebeau[10]

 Source et légende : version française (VF) sur RS Doublage et Doublage Séries Database

## Épisodes

### Première saison (1998-1999)
1. Coup de tête (Pilot)
2. Au pied du mur (The Last Stand)
3. Confidence pour confidence (Hot Objects)
4. Drôle de jeu (Boggled)
5. Sueurs froides (Spooked)
6. Tricheurs (Cheating)
7. La Ligne jaune [1/2] (Drawing the Line [1/2])
8. La Ligne jaune [2/2] (Drawing the Line [2/2])
9. Premières vacances à New York (Thanksgiving)
10. Examen de passage (Finally)
11. Amour, quand tu nous tiens (Gimme an O!)
12. Un mensonge de trop (Friends)
13. Les Cris du cœur [1/2] (Todd Mulcahy [1/2])
14. Les Cris du cœur [2/2] (Todd Mulcahy [2/2])
15. Mariage blanc (Love and Marriage)
16. La Fugue (The Fugue)
17. En plein cœur (Assassins)
18. Secrets et mensonges (Happy Birthday)
19. Parlez, on tourne ! (Docuventary)
20. Ça passe ou ça casse (Connections)
21. Charmes et sortilèges (The Force)
22. Tout se complique (Felicity Was Here)

### Deuxième saison (1999-2000)
1. Meilleurs ennemis (Sophomoric)
2. Changement de cap (The List)
3. On tourne la page (Ancient History)
4. Débat de fond (The Depths)
5. On ne joue plus ! (Crash)
6. Chassés-croisés (The Love Bug)
7. Pauvre cloche ! (Getting Lucky)
8. Petite embrouille en famille (Family Affairs)
9. Sommeil agité (Portraits)
10. Gros ennuis à l'horizon (Great Expectations)
11. À cœur ouvert (Help for the Lovelorn)
12. La vie en face (The Slump)
13. Vérités et conséquences (Truth or Consequences)
14. Murs et murmures (True Colors)
15. Passage à vide (Things Change)
16. Pour la bonne cause (Revolutions)
17. Parlez, on tourne la suite… (Docuventary II)
18. Plan de campagne (Party Lines)
19. Que le meilleur gagne (Running Mates)
20. Persona non grata (Ben Was Here)
21. Singulier féminin (The Aretha Theory)
22. Le mot de la fin (Final Answer)
23. Destins croisés (The Biggest Deal There Is)

### Troisième saison (2000-2001)
1. Un toit pour deux (The Christening)
2. L'Intervention de la dernière chance (The Anti-Natalie Intervention)
3. Ce n'est qu'un au revoir (Hello, I Must Be Going)
4. Gueule de bois (Greeks and Geeks)
5. Surprise (Surprise)
6. Mauvaises nouvelles (One Ball, Two Strikes)
7. Confession (Kissing Mr Covington)
8. Tandem (A Good Egg)
9. Une découverte stupéfiante (James and the Giant Piece)
10. Flirter avec le désastre (Final Touches)
11. Bonsoir tout le monde (And To All a Good Night)
12. Toutes pour un (Girlfight)
13. Panne générale (Blackout)
14. Rupture, mode d'emploi (The Break-Up Kit)
15. Pas de deux (Senoritis)
16. Douche froide (It's Raining Men)
17. Amicalement nôtre (The Last Summer Ever)

### Quatrième saison (2001-2002)
1. La Déclaration (The Declaration)
2. Le Mariage de ma meilleure amie (My Best Friend's Wedding)
3. De père en fils (Your Money or Your Wife)
4. Le Concours de beauté (Miss Conception)
5. Les jeux sont faits (Boooz)
6. La Gaffe (Oops, Noel Did It Again)
7. La Tempête (The Storm)
8. Le Dernier Thanksgiving (The Last Thanksgiving)
9. Cœur à prendre (Moving On)
10. Examen de passage (Fire)
11. Réconciliation (A Perfect Match)
12. Électrochoc (Future Shock)
13. Père en fils (Kiss and Tell)
14. Vivre en Arizona (Raising Arizona)
15. Tricheuse (The Paper Chase)
16. Faux Départ (Ben Don't Leave)
17. Diplômes (The Graduate)
18. Felicity remonte le temps (Time Will Tell)
19. L'Imprévue (The Power of the Ex)
20. Ruptures (Spin the Bottle)
21. Flashback (Felicity Interrupted)
22. Retour vers le futur (Back to the Future)